# Moștenitorii (roman)
Moștenitorii este o lucrare de ficțiune preistorică și cel de-al doilea roman, publicat în 1955, al autorului britanic William Golding, cel mai cunoscut pentru Împăratul muștelor. Se referă la dispariția unuia dintre ultimele triburi rămase de neandertali din cauza mai sofisticaților Homo sapiens. 

## Intrigă
Acest roman este o reconstrucție imaginară a vieții unui grup de neandertali. Este scris în așa fel încât cititorul să considere grupul ca fiind format din Homo sapiens moderni, în timp ce gesticulează și vorbesc pur și simplu între ei și își îngroapă morții cu ritualuri solemne. De asemenea, au impresii și sentimente puternice ale simțurilor și par uneori să împărtășească gândurile într-un mod aproape telepatic. Pe măsură ce romanul progresează, devine din ce în ce mai evident că trăiesc foarte simplu, folosindu-se de abilitățile lor mentale considerabile pentru a se conecta între ei fără un vocabular extins sau tipurile de amintiri care creează cultura. Ei au cunoștințe vaste despre sursele de alimente, în mare parte rădăcini și legume. Ei alungă hienele și mănâncă carne, dar nu ei omoară mamiferele. Au un sistem spiritual care se bazează pe principiul feminin al nașterii, dar viața lor este trăită atât de mult în prezent, încât cititorul își dă seama că sunt foarte diferiți de noi, trăind în ceva ca un prezent etern sau cel mult un prezent rupt și modelat de anotimpuri. 
Unul dintre ei, Lok, este un personaj cu diverse convingeri. El este cel pe care-l urmărim în timp ce unul câte unul adulții din grup mor sau sunt uciși, apoi tinerii sunt furați de „oamenii noi”, un grup de oameni moderni timpurii. Lok și Fa, adulții rămași, sunt admirați dar și respinși de noii oameni. Ei le observă acțiunile și ritualurile cu uimire, înțelegând încet-încet că răul este adus de sulițele oamenilor noi. 
Oamenii sunt înfățișați ca niște ființe ciudate, dumnezeiești, în timp ce neandertalii sunt martorii stăpânirii focului, armamentului paleolitic superior și navigării. 
Toate capitolele, cu excepția ultimelor, sunt scrise din perspectiva pură și simplă a stilului neanderthalienilor. Observațiile lor despre comportamentul uman timpuriu servesc ca un filtru pentru exercițiul lui Golding de paleoantropologie, în care cititorii moderni vor recunoaște precursorii construcțiilor societății umane ulterioare, de exemplu, religia, cultura, sacrificiul și războiul. 
Penultimul capitol folosește un punct de vedere omniscient, observându-l pe Lok. Pentru prima dată, romanul descrie persoanele pe care cititorul le-a văzut anterior prin prisma persoanei I. Lok, total singur, renunță la tot în disperare. 

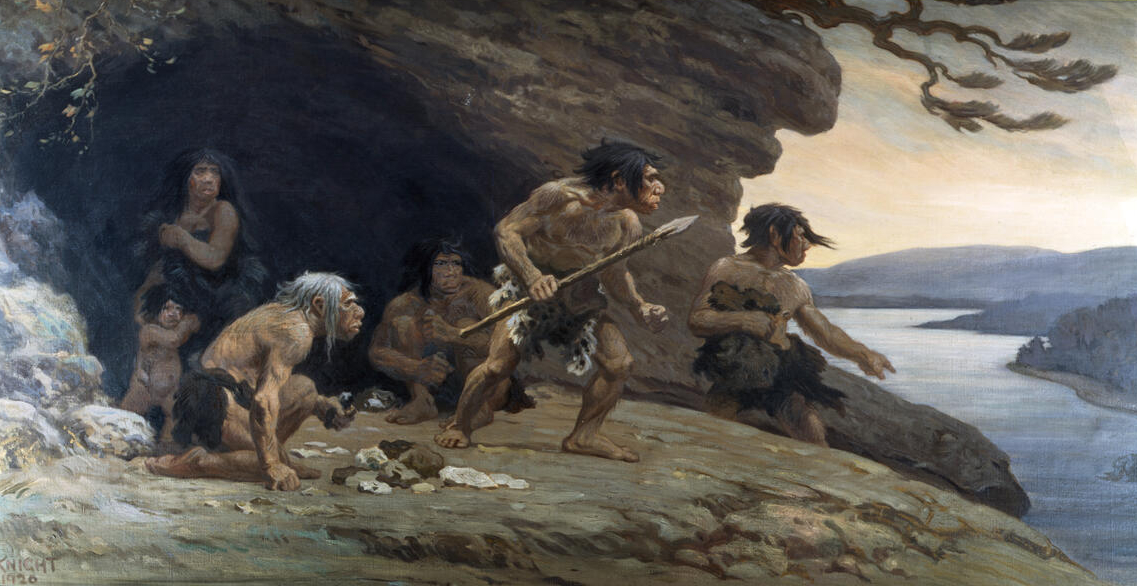
Restaurarea Le Moustier Neanderthals (Charles R. Knight, 1920)

În capitolul final, trecem la punctul de vedere al noii rase, oameni mai mult sau mai puțin moderni care fug  spre bărcile lor, dezvăluind că le este groaznic de frică de neanderthali (despre care ei cred că sunt demoni ai pădurii). Acest capitol final, singurul scris din punctul de vedere al oamenilor, consolidează moștenirea lumii de către noua specie. 
Oamenii fugari poartă cu ei un prunc neanderthal, de care le este frică și-l iubesc simultan, făcând aluzie la ipoteza amestecului dintre neanderthali și oamenii moderni. 
Cartea, în special ultimul capitol, a inspirat cântecul   „A Trick of the Tail” al trupei britanice de rock Genesis. 